# Milan Chautur

Wappen des Bischofs von Košice

Milan Chautur CSsR (* 4. September 1957 in Snina, Tschechoslowakei) ist ein slowakischer Ordensgeistlicher und emeritierter Bischof der griechisch-katholischen Eparchie Košice.

## Leben
Milan Chautur wurde in der ostslowakischen Stadt Snina im Verwaltungsgebiet Prešovský kraj geboren. Im Alter von knapp 24 Jahren wurde er in der Ordensgemeinschaft der Redemptoristen am 14. Juni 1981 zum Priester geweiht. Seine Ernennung zum Weihbischof der griechisch-katholischen Eparchie Prešov und zeitgleich die Ernennung zum Titularbischof von Cresima erfolgte am 11. Januar 1992. Die Bischofsweihe spendete ihm der Bischof von Prešov, Ján Hirka, am 29. Februar 1992. Mitkonsekratoren waren der Bischof von Saints Cyril and Methodius of Toronto, Michael Rusnak CSsR, und der Apostolische Nuntius in der Tschechoslowakei, Erzbischof Giovanni Coppa. Zum Bischof des Apostolischen Exarchats Košice wurde Milan Chautur am 27. Januar 1997 ernannt.
Mit der Erhebung des Exarchats zur Eparchie am 30. Januar 2008 wurde Milan Chautur zum ersten Bischof der neuen Eparchie Košice ernannt. Papst Franziskus nahm am 24. Juni 2021 seinen vorzeitigen Rücktritt wegen Krankheit an.